# Hydrocera triflora
Hydrocera
Genre
Espèce
Statut de conservation UICN

 LC  : Préoccupation mineure
Hydrocera triflora, unique représentant du genre Hydrocera, est une espèce de plantes de la famille des Balsaminaceae.

## Répartition
Cette plante se rencontre en Asie du Sud-Est dans les pays suivants : Bangladesh, Birmanie, Cambodge, Chine, Inde, Indonésie, Laos, Malaisie, Philippines, Sri Lanka, Thaïlande, Viêt Nam.

## Systématique
Le nom correct complet (avec auteur) de ce taxon est Hydrocera triflora (L.) Wight & Arn..
L'espèce a été initialement classée dans le genre Impatiens sous le basionyme Impatiens triflora L..
Hydrocera triflora a pour synonymes :
- Balsamina angustifolia Blume
- Hydrocera angustifolia (Blume) Blume
- Hydrocera angustifolia (Blume) Blume ex Wight & Arn.
- Impatiens angustifolia Blume
- Impatiens baccifera Roxb.
- Impatiens baccifera Roxb. ex Wight & Arn.
- Impatiens natans Willd.
- Impatiens triflora L.
- Tytonia natans (Willd.) G.Don
- Tytonia triflora (L.) C.E.Wood